# Edmund Forster
Pour les articles homonymes, voir Forster.
Edmund Forster, né le 3 septembre 1878 à Munich et mort le 11 septembre 1933 à Greifswald, est un psychiatre et neurologue allemand réputé pour avoir probablement soigné Adolf Hitler en 1918 lors de son séjour à l’hôpital de Pasewalk.

## Biographie
Fils de Josef Forster, médecin et professeur à l'Université de Strasbourg, Edmund Forster suit d'abord des études de médecine dans diverses universités. En 1901, il reçoit son doctorat et se spécialise dans le domaine de la neurophysiologie. En 1909, il donne des cours à l’Hôpital Universitaire de la Charité de Berlin. Quatre ans plus tard, en 1913, il devient professeur agrégé. À la suite du déclenchement de la Première Guerre mondiale en août 1914, Forster est affecté dans la Marine impériale. L'année suivante, il est envoyé en Belgique. C'est à partir de 1918 qu'il commence à travailler dans l’hôpital militaire de Pasewalk. Il reçoit la croix de fer de première classe pour ses services. 
La guerre terminée, Edmund Forster reprend sa carrière de professeur de médecine. Le 30 avril 1925, il devient enseignant à l'Université de Greifswald. Parallèlement, il intègre le Sénat scientifique pour la santé de l'armée. En 1933, à la suite de l'arrivée des nazis au pouvoir, Forster est accusé de favoritisme envers les médecins juifs. Il veut alors faire connaitre la folie de Hitler. Il va à Paris à l'été 1933 donner un dossier à la revue antinazie Das Neue Tagebuch dans laquelle travaille Ernst Weiss. A son retour il est officiellement suspendu de ses fonctions le 31 août de cette même année pour avoir ouvertement critiqué le national-socialisme. Réduit à l’inactivité, il se suicide douze jours plus tard. Ses collègues pensent qu'il a été assassiné par la Gestapo.
Il est le père du professeur de médecine Balduin Forster (1920-1999).

### Traitement supposé d'Adolf Hitler

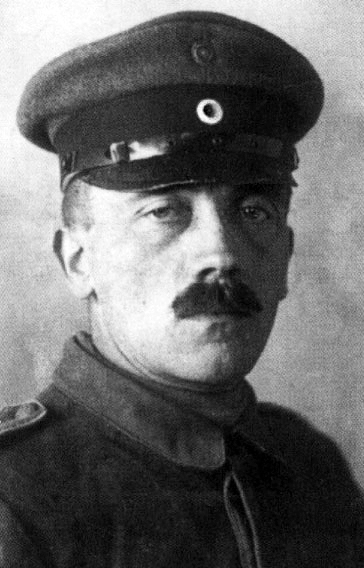
Hitler durant la Première guerre mondiale,,,.

Après avoir été empoisonné par le gaz moutarde alors qu'il se battait dans les Flandres, le soldat Adolf Hitler aurait transféré en octobre 1918 dans l’hôpital militaire de Pasewalk en Allemagne. Aucune preuve ne vient confirmer ce séjour, le dossier médical du futur dictateur ayant probablement été égaré au cours des années 1920. Dans son ouvrage Mein Kampf, Hitler rapporte qu'il serait devenu aveugle à la suite d'une attaque au gaz et qu'après un court rétablissement, sa cécité serait soudainement revenue face au choc provoqué par l'annonce de la capitulation de novembre 1918. Dans la mesure où celui-ci aurait pris conscience de son importance pour l'Allemagne au moment de son hospitalisation à Pasewalk, ses premiers biographes ont fortement accentué cet épisode afin de forger le mythe du Führer. 
Aucun document ne démontre que Hitler et Forster se soient bien rencontrés à Pasewalk. Durant la Seconde guerre mondiale, les services de renseignement américains enquêtèrent sur la personnalité du dictateur allemand et recueillirent notamment le témoignage du médecin exilé Karl Kroner qui prétendit que Forster avait examiné Hitler lors de son passage à l’hôpital, lui diagnostiquant à cette occasion des troubles hystériques. Indépendamment des recherches entreprises par les États-Unis durant le conflit, l'écrivain allemand Ernst Weiss décrit en 1939 dans son roman Le témoin oculaire (publié beaucoup plus tard) le parcours fictif d'un soldat allemand désigné par ses initiales AH auquel sont diagnostiqués des troubles hystériques dans un hôpital de la Reichswher, le soldat en question s'avérant être un double littéraire d'Adolf Hitler. Il s'inspire pour ce roman du dossier donné par Forster à a la revue antinazie Das Neue Tagebuch en 1933, peu avant sa mort. Lorsque de nombreuses études psychiatriques furent publiées le concernant dans les années 1970, la théorie que Forster avait bien examiné Hitler en 1918 s'avéra être consolidée. 
Le suicide du psychiatre pourrait donc avoir été provoqué par les pressions répétées des autorités nazies, sachant que celui-ci en savait trop sur la santé mentale d'Hitler. Ou alors il a été assassiné par la Gestapo.